# Студенческий Букер
«Студенческий Букер» («Студбукер») — литературная премия, присуждаемая за лучший роман на русском языке, впервые опубликованный в минувшем году. Проводится Центром новейшей русской литературы Института филологии и истории РГГУ совместно с Фондом «Русский Букер» с 2004 года. Премию присуждает студенческое жюри, сформированное по результатам конкурса эссе о современном романе. Автор идеи и куратор проекта — Дмитрий Бак.

## История
Премия была учреждена в 2004 году Благотворительным фондом «Русский Букер» и Центром новейшей русской литературы (ЦНРЛ) Института филологии и истории РГГУ. Первыми участниками проекта стали студенты и аспиранты РГГУ, которые выбрали «альтернативного» лауреата премии «Русский Букер-2004». В последующие годы список участвующих вузов расширялся; в 2008 году премия «Студенческий Букер» стала всероссийской. В 2011 году вручалась премия «Студенческий Букер десятилетия» на основе списка романов — победителей и финалистов премии «Русский Букер» за 2001–2011 гг. 
Спонсором премии с 2004 года выступало ЗАО «Атлантис Комюникейшнз», с 2010 года — «Российская корпорация средств связи» (РКСС). В 2013 году премия имеет кураторов-представителей в РГГУ, СПбГУ, РГПУ им. Герцена, КемГУ, ННГУ, ПГПУ и ЧелГу.

## Процедура премии
На первом этапе (август-октябрь) проводится конкурс эссе о романах, входящих в лонг-лист премии «Русский Букер» соответствующего года. В конкурсе могут участвовать студенты и аспиранты любого российского вуза любой формы обучения в возрасте до 30 лет. 5 победителей конкурса становятся членами студенческого жюри. Лонг-лист премии составляется на рейтинговой основе: в него попадают 15 романов, о которых написано наибольшее количество студенческих эссе. На втором этапе студенческое жюри выбирает сначала 6 романов в шорт-лист премии, а затем лауреата. Объявление итогов проекта и вручение премии происходит в начале декабря, во время Букеровского обеда, перед вручением премии «Русский Букер».

## Победители

### 2004 год
Победитель: Андрей Геласимов «Рахиль» — «за несомненные художественные достоинства, созвучие высказанных в нём этических ценностей современному мироощущению, а также открытие новой литературной реальности, гармонично сочетающей традиционность и новизну».

### 2005 год
Победитель: Дмитрий Быков «Эвакуатор» — «за мастерство и изобретательность в разработке самой актуальной и самой противоречивой темы, существующей в современной российской действительности».

### 2006 год
Победитель: Ольга Славникова
«2017» — «за лучший роман-испытание для современного читателя».

### 2007 год
Победитель: Майя Кучерская «Бог дождя» — «за смелое решение — честно и эмоционально обсудить с читателем важную для нашего времени проблему духовного поиска».

### 2008 год
Победитель: Владимир Орлов «Камергерский переулок»: «В этом году премии „Студенческий Букер“ исполняется пять лет. Сегодня мы предлагаем вам юбилейный рецепт романа-победителя 2008 года. Берем котел современной литературы. Смешиваем несколько сортов персонажей, отборное место действия, традиционный язык. И варим в насыщенном сюжете. Добавляем мистику по вкусу, приправляем иронией. Получаем лучшее блюдо 2008 года от мастера современной прозы. Владимир Орлов. „Камергерский переулок“».

### 2009 год
Победитель: Николай Крыщук «Кругами рая» — «за оригинальное творческое восприятие современной действительности, за смелую попытку провести повествование по тонкой грани между мгновением и вечностью, заглянуть за зеркальную поверхность наших дней, где и находится прекрасный мир художественности».

### 2010 год
Победитель: Мариам Петросян «Дом, в котором…» — «за умелое переплетение жанров, простоту стиля и необычность художественных средств».

### 2011 год («Студенческий Букер десятилетия»)
Победитель: Татьяна Толстая «Кысь» — «за виртуозную демонстрацию мира, сотворенного из слова, и глубокое осмысление русского человека, сотворенного литературой».

### 2012 год
Победитель: Юрий Буйда «Синяя кровь» — «за феерию творческого духа, стилистическую плотность и пластичность реальности, абсурдной и истинной».

### 2013 год
Победитель: Андрей Волос «Возвращение в Панджруд» — «за расширение рамок поэтического языка и сохранение доступности его восприятия».

### 2014 год
Победитель: Владимир Шаров «Возвращение в Египет» — «за воссоединение распавшейся связи времён».

### 2015 год
Победитель: Алексей Варламов «Мысленный волк» — «за уместную попытку взрастить на современной литературной почве семена забытых литературных традиций».

### 2016 год
Победитель: Ирина Богатырева «Кадын» — «за преодоление линейности времени через гармоничное смешение языков массовой и элитарной литературы».

### 2017 год
Победитель: Владимир Медведев «Заххок» — «за естественный диалог мифа и реальности в многоголосом пространстве истории».

### 2018 год
В 2018 году премия не вручалась.